# USS Gudgeon (SS-567)
USS Gudgeon (SS-567) – amerykański okręt podwodny typu Tang. Nazwa amerykańska została nadana w celu uhonorowania okrętu i załogi USS „Gudgeon” (SS-211) typu Tambor, utraconego w trakcie wojny na Pacyfiku. „Gudgeon” pełnił rutynową służbę w składzie Floty Pacyfiku operując z Pearl Harbor, skąd 8 lipca 1957 roku wypłynął w rejs dookoła świata, przez co stał się pierwszym amerykańskim okrętem podwodnym, który po 8 miesiącach podróży i przepłynięciu 25 000 mil morskich opłynął cały glob, kończąc swą podróż 21 lutego 1958 roku. W sierpniu 1957 roku prowadził operacje rozpoznawczą w pobliżu Władywostoku, gdzie jako pierwszy amerykański okręt został wykryty i skutkiem wyczerpywania się akumulatorów oraz zapasów tlenu, został zmuszony przez radzieckie jednostki nawodne do wynurzenia. Następnie aż do 1983 roku okręt prowadził rutynowe działania ZOP, operacje specjalne i szkoleniowe. 17 sierpnia 1987 roku został przekazany tureckiej marynarce wojennej, w której do 31 stycznia 2004 roku służył jako TCG „Hizir Reis” (S-342). Po zakończeniu służby okręt trafił do „Kocaeli Museum Ships Command” w Izmicie, gdzie jest udostępniony zwiedzającym.